# Municipio de Scott (condado de Adams)
El municipio de Scott (en inglés: Scott Township) es un municipio ubicado en el condado de Adams en el estado estadounidense de Ohio. En el año 2010 tenía una población de 2180 habitantes y una densidad poblacional de 22,47 personas por km².

## Geografía
El municipio de Scott se encuentra ubicado en las coordenadas 38°58′45″N 83°33′19″O / 38.97917, -83.55528. Según la Oficina del Censo de los Estados Unidos, el municipio tiene una superficie total de 97.02 km², de la cual 97,01 km² corresponden a tierra firme y (0,01 %) 0,01 km² es agua.

## Demografía
Según el censo de 2010, había 2180 personas residiendo en el municipio de Scott. La densidad de población era de 22,47 hab./km². De los 2180 habitantes, el municipio de Scott estaba compuesto por el 98,17 % blancos, el 0,28 % eran afroamericanos, el 0,23 % eran amerindios, el 0,18 % eran asiáticos, el 0,14 % eran de otras razas y el 1,01 % eran de una mezcla de razas. Del total de la población el 0,87 % eran hispanos o latinos de cualquier raza.